# Tabăra de refugiați Basroch
Tabăra de refugiați Basroch era situată în Grande-Synthe, Dunkerque, Franța. A început ca o tabără de refugiați informală într-un câmp noroios în jurul anului 2006. În vara anului 2015, aceasta mai conținea doar aproximativ 60 de locuitori, dar până în ianuarie 2016, tabăra se extinsese la peste 2000 de persoane.
Extinderea foarte rapidă a creat o criză umanitară, deoarece situl nu era deloc potrivit pentru numărul mare de oameni care locuiau acolo. Șobolanii, deșeurile și bolile au dus la denumirea de „cea mai rea tabără de refugiați din Europa”. A fost descrisă ca fiind „îngrozitoare”, „sfâșietoare” și „deplorabilă”.
ONG-ul internațional Médecins Sans Frontières a declarat:
„Igiena era deplorabilă în tabăra Basroch, iar mai multe zone se transformau într-o mlaștină noroioasă de fiecare dată când ploua. Primarul a numit-o „tabăra rușinii”, iar lucrătorii MSF au descris-o în interviuri drept o „groapă de gunoi gigantică"”
Printre organizațiile umanitare care au activat în tabăra Basroch s-au numărat Emmaüs, Terre d'Errance, Secours catholique et Secours populaire, Aid Box Convey și Edlumino, care a oferit educație copiilor din tabără.